# جيمي إروين
جيمي إروين (بالإنجليزية: Jamie Irwin)‏ هو سياسي أسترالي، ولد في 16 أبريل 1937، وتوفي في 4 نوفمبر 2005. حزبياً، نشط في حزب أستراليا الليبرالي (فرع جنوب أستراليا) ‏. وقد انتخب President of the South Australian Legislative Council ‏ (2 ديسمبر 1997 – 8 فبراير 2002) وانتخب عضو مجلس جنوب أستراليا التشريعي وقد انضم خلال فترته النيابية (7 ديسمبر 1985 – 8 فبراير 2002) للكتلة البرلمانية حزب أستراليا الليبرالي (فرع جنوب أستراليا) ‏.